# Tabanus bromiolus
Tabanus bromiolus är en tvåvingeart som beskrevs av Szilady 1923. Tabanus bromiolus ingår i släktet Tabanus och familjen bromsar. Inga underarter finns listade i Catalogue of Life.